# こぼれてしまうよ/Hello, it's me
「こぼれてしまうよ／Hello, it's me」（こぼれてしまうよ／ハロー、イッツ・ミー）は、YUKIの36枚目のシングル。2024年5月1日にエピックレコードジャパンから発売された。

## 解説
11thアルバム『パレードが続くなら』から1年3ヶ月ぶり、シングルとしては「鳴り響く限り」からおよそ2年ぶりのリリース。同年6月リリースの12thアルバム『SLITS』の先行シングルであり、ソロでは4作目の両A面シングルである。
初回生産盤は紙ジャケット仕様で、オリジナルステッカーが封入される。

## 収録曲
（全作詞：YUKI）
1. こぼれてしまうよ (5:25)
作曲：キクイケタロウ／編曲：皆川真人
2. Hello, it's me (4:04)
  - 作曲：小林樹音 (JitteryJackal)・栗原暁 (Jazzin' park)／編曲：前田佑・小林樹音 (JitteryJackal)
  - ファンケル 無添加スキンケア『toiro』シリーズ「一人十色」編CMソング[4][5]。
  - YUKIは上記CMの公開に際して、本曲について「自分から自分に語りかける曲です。私は私。自分の中にいる大勢の自分と仲良くなるには、自分を赦してあげることです」と話している[4][5]。
  - 上記CMのオンエアに合わせて[4]、2024年4月18日から先行配信された[4][5]。